# 99 (position sexuelle)
 (juillet 2008).
Si vous disposez d'ouvrages ou d'articles de référence ou si vous connaissez des sites web de qualité traitant du thème abordé ici, merci de compléter l'article en donnant les références utiles à sa vérifiabilité et en les liant à la section « Notes et références ».

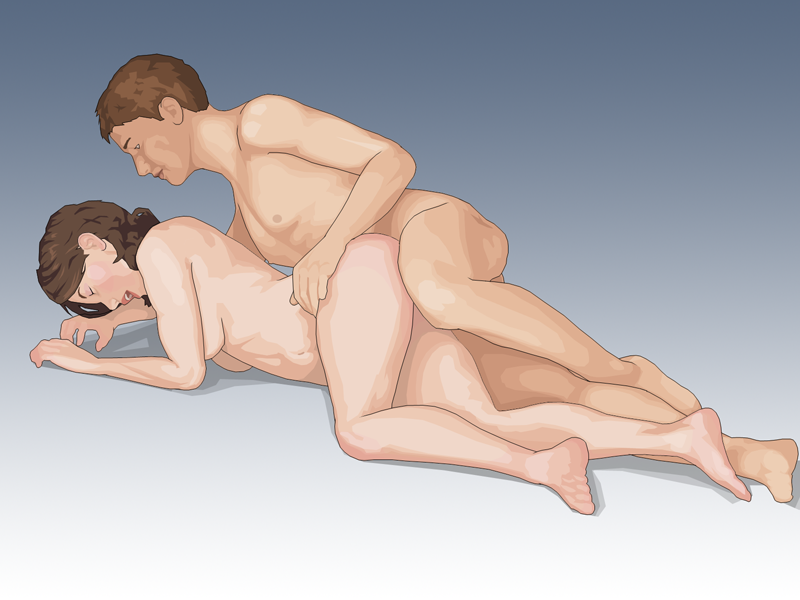
Illustration de la position 99.

La position 99 ou position en cuillères est une position sexuelle où l'un des deux partenaires est derrière l'autre, son abdomen contre le dos de l'autre. Cette position peut donner lieu à une pénétration vaginale ou anale avec le pénis, les doigts ou un objet (un godemichet par exemple).
Le nombre 99 en lui-même est une représentation figurative de cette position. En effet, si l'on considère les boucles de ces deux chiffres comme étant les têtes des partenaires, le nombre 99 représente deux partenaires l'un derrière l'autre.
Elle est aussi nommée « position en cuillères », par allusion à l'emboîtement de cuillères rangées, lorsque les deux partenaires sont couchés sur le côté.
Cette position est notamment conseillée pour les personnes ayant des contraintes physiques limitant les positions, comme les femmes enceintes ou les personnes obèses. Elle pourrait également retarder l'éjaculation pour des hommes sujets à l'éjaculation précoce.